# Silistra
Silistra (búlgaro: Силистра) é uma cidade da Bulgária localizada no distrito de Silistra.
Os romanos construíram ali uma fortaleza em 29 no local onde havia um antigo assentamento trácio e mantiveram seu nome, Doróstoro (em latim: Durostorum). O local se tornou um importante centro militar na Mésia e se tornou uma cidade no tempo de Marco Aurélio. Em 388, Durostoro se tornou uma sé episcopal e o centro cristão da região. Após a divisão do Império Romano no ocidente e oriente, a cidade (conhecida como Duróstolo, em grego: Δουρόστολον; romaniz.: Dourostolon) se tornou parte do Império Bizantino. Quando caiu nas mãos do Império Búlgaro, Duróstolo se tornou Drastar.

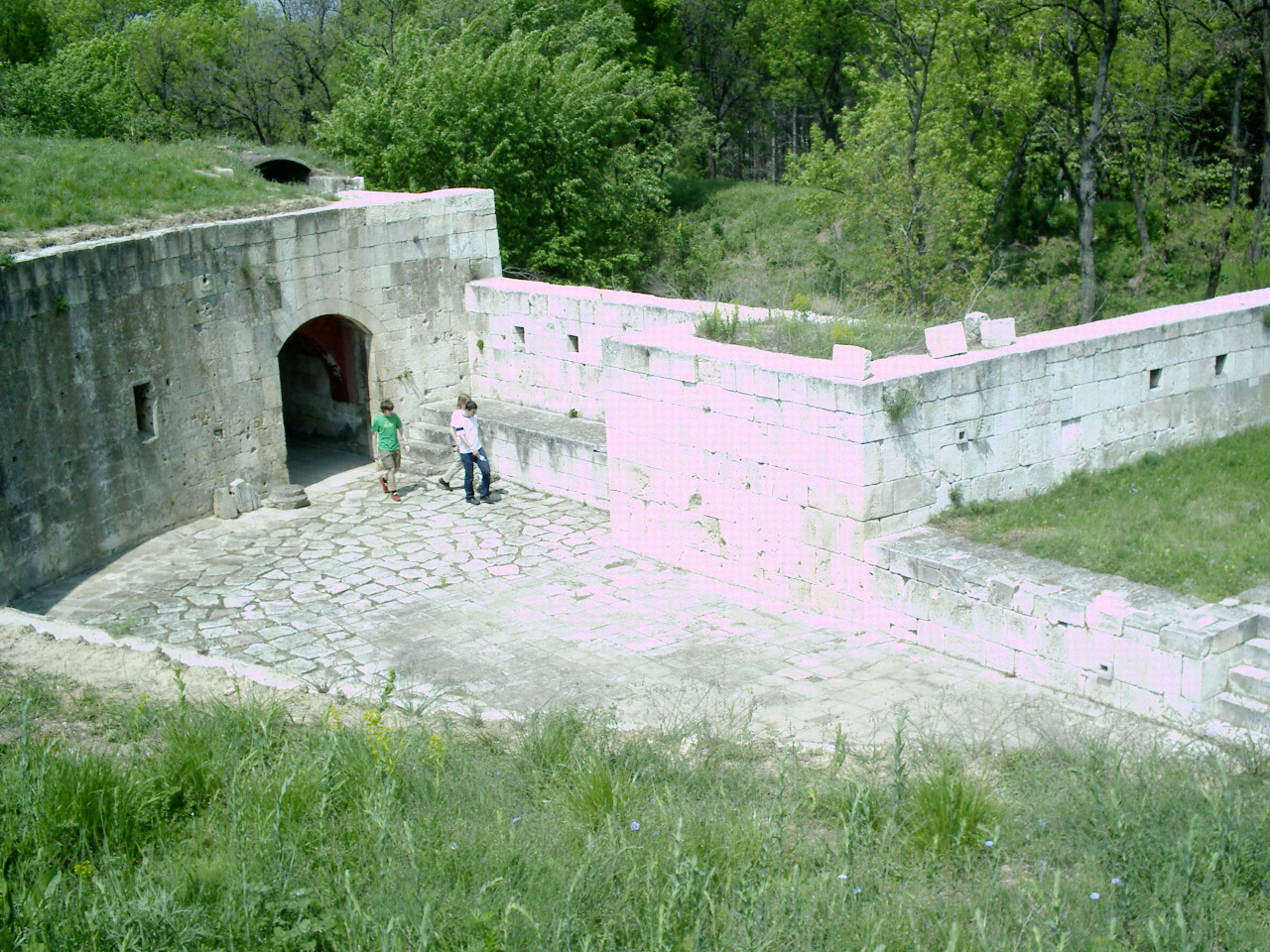

## População
| Silistra | Silistra | Silistra | Silistra | Silistra | Silistra | Silistra | Silistra | Silistra | Silistra | Silistra | Silistra | Silistra | Silistra | Silistra | Silistra | Silistra | Silistra | Silistra | Silistra |
| --- | -------- | -------- | -------- | -------- | -------- | -------- | -------- | -------- | -------- | -------- | -------- | -------- | -------- | -------- | -------- | -------- | -------- | -------- | -------- |
| Ano | 1887     | 1910     | 1934     | 1946     | 1956     | 1965     | 1975     | 1985     | 1992     | 2001     | 2002     | 2003     | 2004     | 2005     | 2006     | 2007     | 2008     | 2009     | 2010     |
| População |          |          |          | 15,951   | 20,350   | 33,019   | 58,197   | 53,619   | 48,360   | 41,952   | 41,597   | 40,962   | 40,336   | 39,929   | 39,358   | 39,148   | 38,733   | 38,320   | 37,837   |
| Fontes: Instituto Nacional de Estatísticas, „citypopulation.de“, „pop-stat.mashke.org“, Bulgarian Academy of Sciences |          |          |          |          |          |          |          |          |          |          |          |          |          |          |          |          |          |          |          |